# Загава
Зага́ва (также кебади, мерида; самоназвание бэри) — народ, населяющий бассейн реки Ховар на территории Судана и Чада (в общей сложности около 40 тыс. человек).
Тубу — народ, родственный загава из Чада, Нигера, Ливии.
Загава были основателями государства Канем.

## История

### Средние века
Впервые загава упоминаются в арабских источниках IX в. у Якуби. О них говорится как об обитателях Канема и нескольких других государств, названия которых неизвестны, простирающихся от озера Чад до Нубии. Загава, по словам Якуби, также продавали рабов в северную Африку.

### Современное положение
Загава являются доминирующей этнической группой в Чаде. Так, загава были президент страны, Идрис Деби, и некоторые крупные политические деятели.
В Судане же они являются участниками Дарфурского конфликта.

## Язык
Язык загава (бери, бэри-аа, зорхау, зегау, мерида, кебади) относится к нило-сахарской макросемье, сахарской семье. Имеет несколько диалектов, например берти и бидеят. Используется также арабский язык.

## Религия

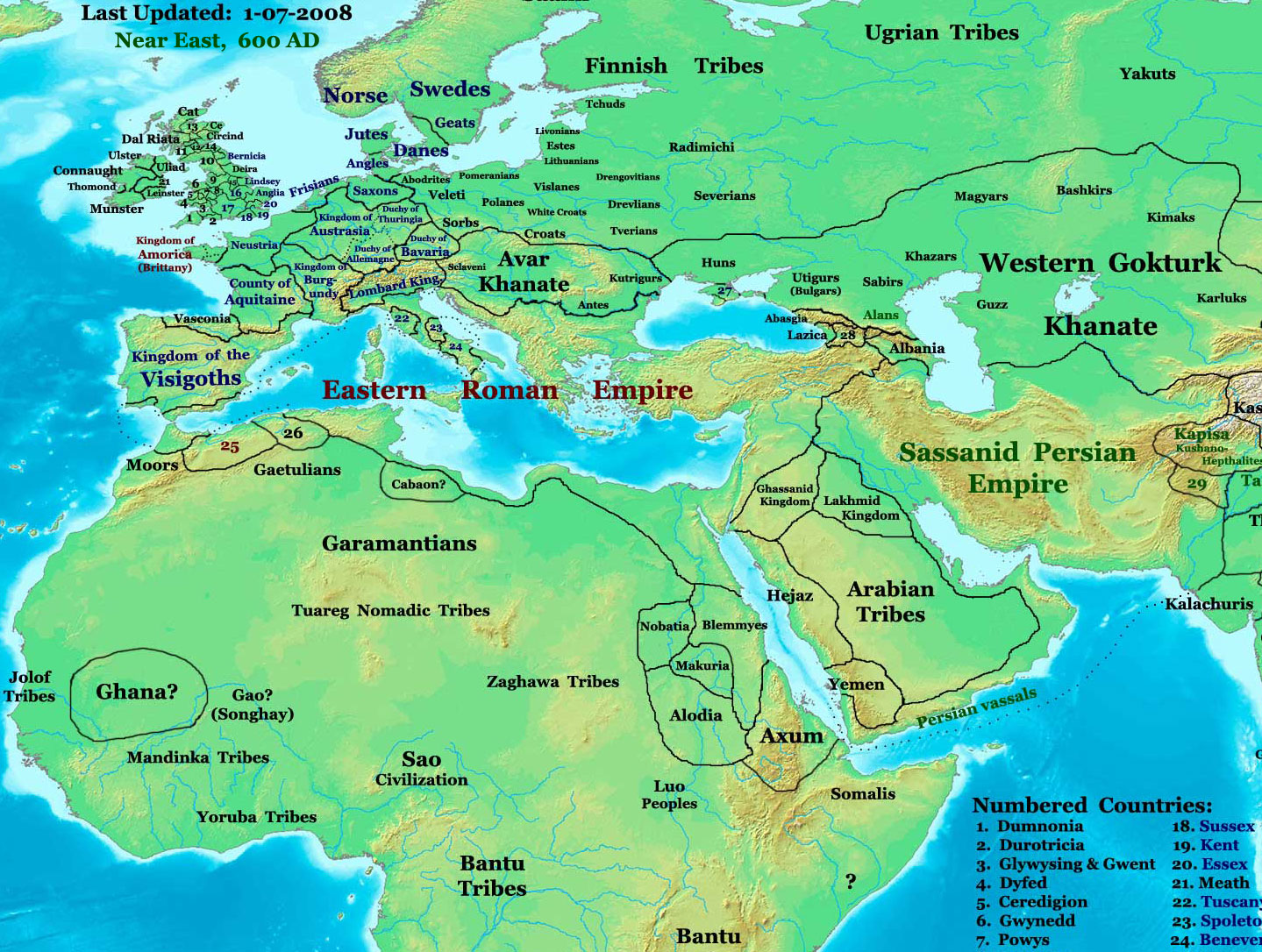
Загава на карте Африки VII века

Ислам являлся государственной религией Канема-Борно, однако на сегодняшний день лишь часть загава — мусульмане-сунниты (большинство являются приверженцами традиционных верований). Распространены тотемизм, культы предков и сил природы. Развито танцевальное, музыкальное и песенное творчество, легенды и мифы, сказки и пословицы.
В результате миссионерской деятельности тариката Тиджанийа в Западной Африке в середине XX в. большое количество загава приняли ислам.

## Социальная организация
У кочевников племенная социальная организация. У оседлых же преобладают родственные, соседские и территориальные связи на базе племенной структуры.
Мужская половина населения занимается скотоводством (держат в основном овец, коз, ослов) и кочевым скотоводством (например, разводят верблюдов). Земледелие у загава относится, скорее, к женской сфере деятельности, в их обязанности входят и домашние дела. Выращивают фонио, ячмень, пшеницу, овощи, культивируют финиковую пальму.

## Быт
К ремеслам загава относятся кожевенное (разнообразные кожаные сосуды, мешки, сумки, футляры, одежда и обувь и т. д.); плетение, изготовление медных и серебряных украшений, ковроделие.
Жилище кочевников представляет собой каркас из деревянных жердей с натянутым круглым шатром, покрытым одеялами, пальмовыми листьями; шкурами устилается пол. Дома оседлых земледельцев, как правило, более надежные, со стенами из сырцового кирпича и глинобитной плоской крышей.
В меню народа входят кисломолочные и растительные продукты (всевозможные овощи, фрукты, каши). Мужчины традиционно носили свободные белые рубахи из хлопчатобумажной ткани, а женщины — длинные широкие платья и шаль.